# Fazle Noor Taposh

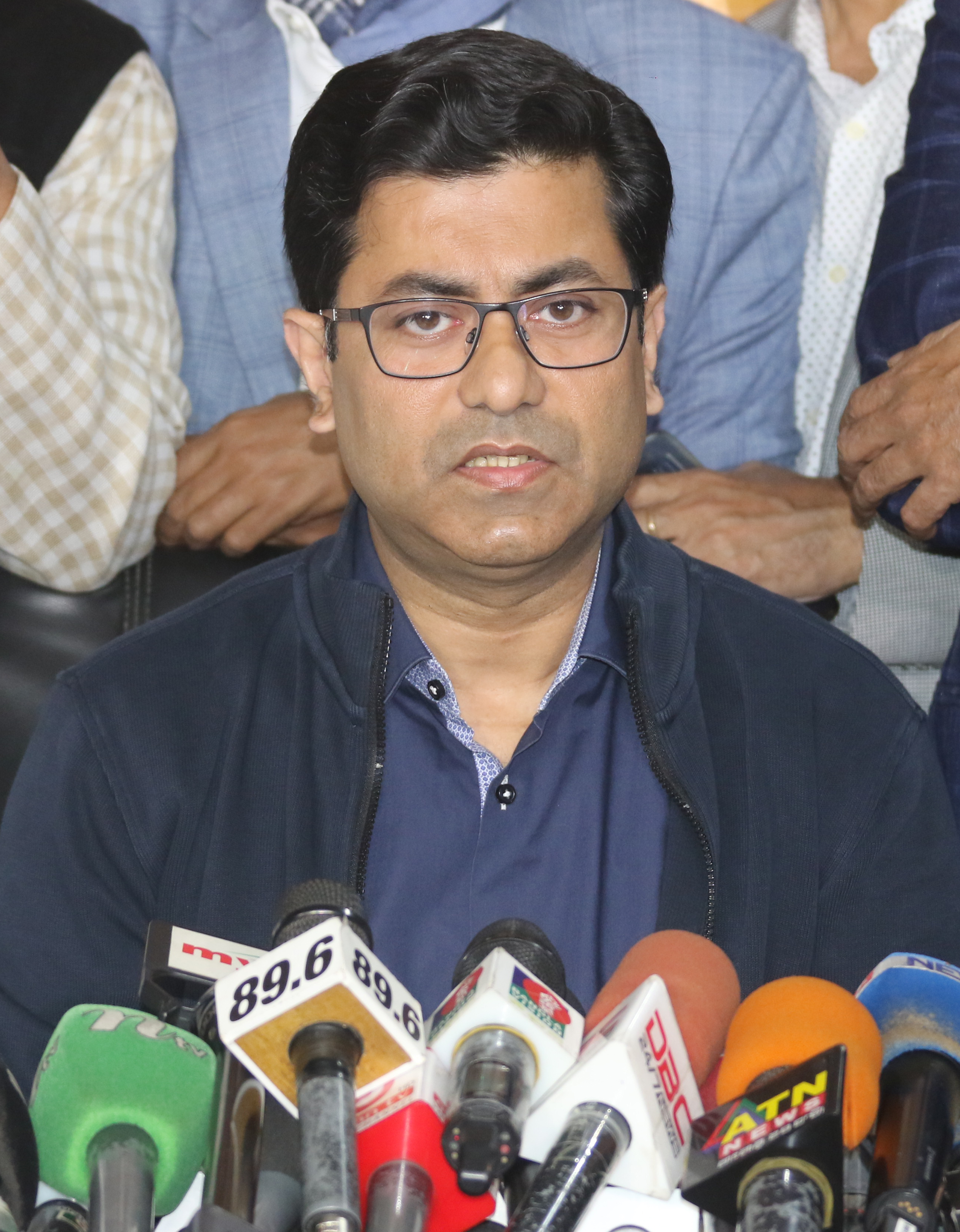
Sheikh Fazle Noor Taposh

Scheich Fazle Noor Taposh (bengalisch শেখ ফজলে নূর তাপস, geb. 19. November 1971 in Dhaka, Ostpakistan) ist ein bangladeschischer Politiker und Bürgermeister (Mayor) von South Dhaka. Er war bereits zuvor Mitglied des Parlaments (Jatiya Sangsad) für die Wahlbezirke Dhaka-10 und Dhaka-12 für die Awami-Liga.

## Leben

### Jugend und Ausbildung
Taposh ist der Sohn des Parteiführers der Awami-Liga Scheich Fazlul Haque Mani und von Arzu Moni. Seine Eltern wurden am 15. August 1975 bei einem Putsch getötet, ebenso wie Scheich Mujibur Rahman und weitere Familienmitglieder. Taposh und sein älterer Bruder Scheich Fazle Shams Parash überlebten.

### Karriere
Taposh wurde 2008 in die Jatiya Sangsad gewählt (Dhaka-12).
Am 21. Oktober 2009 überlebte Taposh ein Bombenattentat auf sein Fahrzeug, bei dem 13 Personen verletzt wurden.
Bei den Parlamentswahlen 2014 trat er ohne Gegenkandidat für den Wahlbezirk Dhaka-10 an.
2015 gab es erneut einen Bombenanschlag auf seine Wahlkampfveranstaltung.
2018 wurde er erneut ins Parlament gewählt.
2020 gewann er die Bürgermeisterwahlen in Dhaka und wurde Bürgermeister für Dhaka South. Am 16. Mai 2020 trat er sein Amt an. Er erhielt am 8. August 2022 zusammen mit DNCC Mayor Atiqul Islam den Status eines Full minister.

## Politik
Taposh forderte einen Prozess gegen Mahfuz Anam für dessen Unterstützung der vom Militar gestützten Übergangsregierung (caretaker government). Er hat das Rapid Action Battalion (র‍্যাপিড অ্যাকশন ব্যাটালিয়ন) aufgrund von Tötungen ohne Gerichtsverfahren kritisiert.